# کبک (شهر)

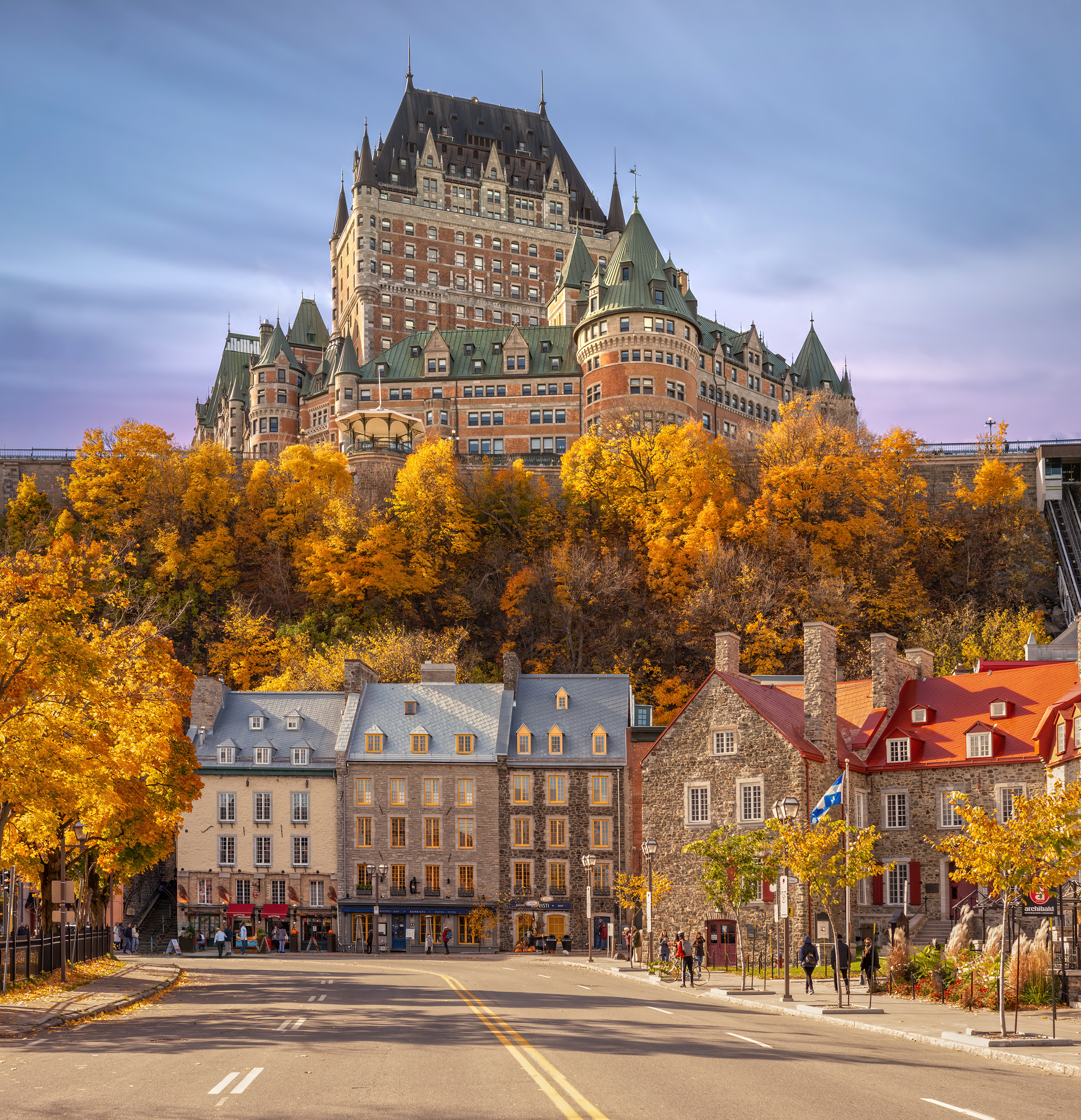
نمایی از هتل ۵ ستارهٔ له‌شاتو فرونته‌ناک، متعلق به مجموعهٔ هتل‌های فرمانت و نمایی از بخش قدیمی شهر کِبِک در پایین تپه.

شهر کِبِک (به انگلیسی: Quebec City، به فرانسوی: Ville de Québec) مرکز ایالت کبک کانادا و بزرگ‌ترین شهر شرق کبک است و یکی از قدیمی‌ترین شهرهای کانادا است. کبک بعد از سه شهر سنت جان، پرت رویال و تدوزاک قدیمی‌ترین شهر کانادا به‌شمار می‌رود. کبک با وجود تاریخ ۴۰۰ ساله‌اش، شهری است دیدنی، پر از فضاهای پرجنب‌وجوش شهری و آثار تاریخی ارزنده است.
مردم شهر عمدتاً فرانسوی زبان می‌باشند هر چند اغلب آن‌ها به انگلیسی نیز مسلط می‌باشند با این حال نسبت به زبان فرانسوی تعصب خاصی دارند.
کبک در مجله Money در فهرست ۱۰ مکان برتر گردشگری آمریکای شمالی نام برده شده است. به گفته شبکه خبری CNN دلیل این محبوبیت بیش از هر چیز مدیون حال و هوای فرانسوی و تاریخی و همچنین زیبایی بی نظیر مناظر طبیعی و بناهای آن است.

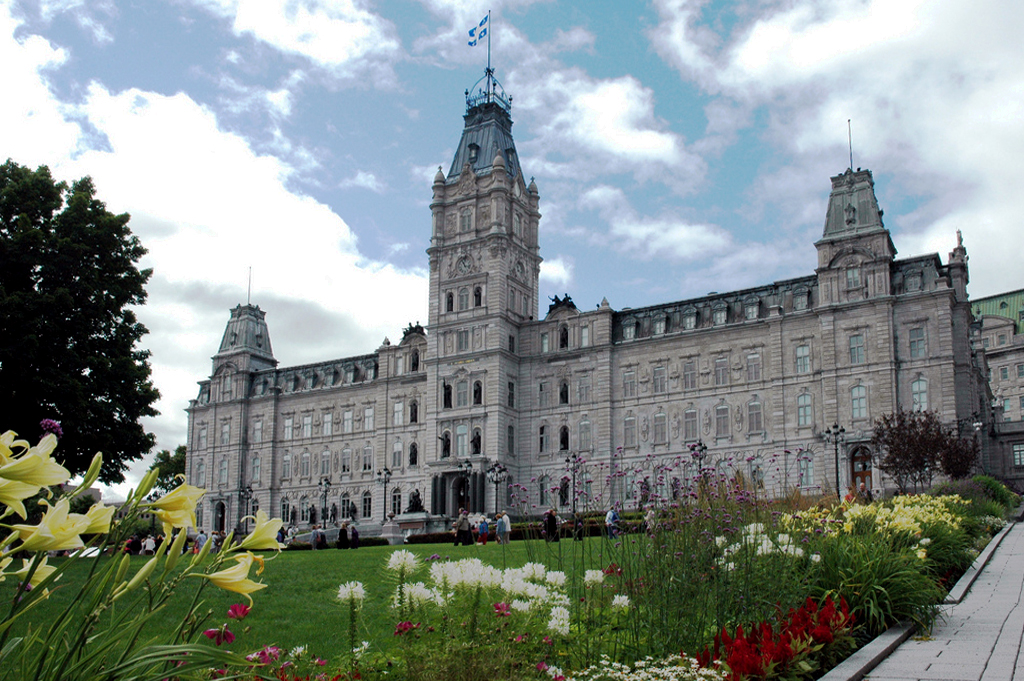
نمایی از پارلمان استانی کِبِک.

شهر از سواحل رودخانه سنت لورنس (St. Lawrence) – یکی از بزرگ‌ترین رودخانه‌های جهان - به سمت کوهپایه‌های لورنتیان (Laurentians) که یکی از قدیمیترین مراتع کوهستانی در روی زمین است، امتداد می‌یابد. از سمت شرق به سمت آبشارهای مونت مورنسی (Montmorency) و از غرب با گذشتن از پلهای ارتباطی شهر با سواحل جنوبی و ساحل ژاک کارتبه (Jacques-Cartier) و به سمت شهرهای نویل (Neuville)، پونت روژ (Pont-Rouge) و سنت کاترین دولا ژاک کارتبه (Sainte-Catherine-de-la-Jacques-Cartier) ادامه می‌یابد.
شهر کبک در مرکز محوطه‌ای قرار گرفته که رودخانه قبل از ورود به مصب خود، باریک می‌شود. اسم کبک نیز از نامی سرخ‌پوستی به معنای جایی که رودخانه باریک می‌شود برگرفته شده است. قله صخره‌ای شهر که کیپ دایموند (Cape Diamond) نام دارد، ۱۰۳ متر از سطح رودخانه بالاتر است و به جلوه‌های خاص منطقه می‌افزاید. به نوعی می‌توان کبک را مهد تمدن فرانسه در آمریکای شمالی و یک مرکز مهم اقتصادی دانست.
دانشگاه لاوال که بزرگ‌ترین دانشگاه فرانسوی در آمریکای شمالی می‌باشد در این شهر واقع شده است. از نظر رتبه‌بندی این دانشگاه در رتبه ۱۳ دانشگاه‌های کانادا قرار گرفته است.

## مرکز هنر و فرهنگ
صحنه پویای فرهنگی و هنری کبک، میزبان اتفاقات متعدد هنری در طول سال است و علاوه بر رویدادهای سینمایی، تئاتر، موسیقی و ادبیات، هر سال برنامه‌های سنتی و تاریخی دیدنی نیز در کبک برگزار می‌شود که کارناوال زمستانی کبک و فستیوال تابستانی کبک از آن جمله‌اند.
تعداد زیادی از نقاشان، مجسمه سازان و عکاسان در این شهر زندگی و کار می‌کنند و زندگی فرهنگی کبک را با آثار هنری متفاوت خود غنی تر می‌سازند. آثار این هنرمندان در موزه‌ها، نگارخانه‌ها و مراکز هنری به نکایش درمی‌آید. موزه‌های بزرگی چون موزه هنرهای زیبای کبک (Musée national des beaux-arts du Québec) و موزه تمدن (Musée de la Civilisation)، با برگزاری نمایشگاه‌های معتبر جهانی، نقش فرهنگی بسیار مهمی ایفا می‌کنند.
هنرهای نمایشی نیز با وجود انجمنها و گروه‌های فعال موسیقی، رقص و تئاتر، به خوبی مورد توجه قرار می‌گیرد. وجود مراکز معتبر موسیقی و تئاتر مانند ارکستر سمفونی کبک، ارکستر مجلسی (Violons du Roy) و اپرای کبک و همچنین تئاتر بین‌المللی کارفور (Carrefour international de théâtre)، نقش اصلی را در ارائه آثار نمایشی عالی برعهده دارند.

## میراث فرهنگی جهانی
در ماه دسامبر ۱۹۸۵، سازمان یونسکو سازمان تربیتی، علمی و فرهنگی ملل متحد)، منطقه شهر کبک (بخش پایتخت) را در فهرست معتبر میراث فرهنگی جهان وارد کرد. کبک تنها شهر در شمال کانادا است که موفق به دریافت چنین افتخاری شده است و با شهرهای باستانی مانند تونس، قاهره، دمشق، بیت‌المقدس، رم و فلورانس در یک رده قرار گرفته است.
سازمان یونسکو با توجه به ارزشهای جهانی و جاذبه استثنایی کبک، آن را به فهرست خود افزوده است. بخش قدیمی شهر کبک، به خاطر معماری و مناظر شهری خود که شواهدی از دوران حکومت فرانسه، بریتانیا و آمریکا را در خود حفظ کرده است، به مهد تمدن فرانسه در آمریکای شمالی شهرت یافته است. سنگر و استحکامات غیرقابل نفوذ شهر در طول سه قرن تا حد فراوانی حفظ شده است و امروزه، کبک تنها شهر در آمریکای شمالی است که با استحکامات قابل اعتماد احاطه شده است.

## نمادها و نشانه‌ها
نماد تصویری شهر کبک کشتی بادبانی زرد رنگ بر زمینه آبی می‌باشد که دور تا دور آن توسط گل‌های سفید رنگ تزیین شده است.
این پرچم شبیه پرچم ایالت کبک است که در آن گل زنبق است که به رنگ سفید بر روی زمینه آبی دیده می‌شود و نمونه بارز آن پرچم کبک است.

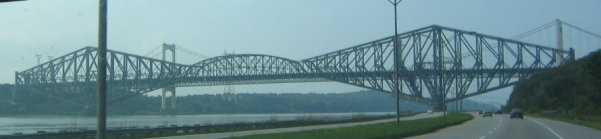
نمایی از پل کبک.